# Bargchāy
Bargchāy (persiska: برگچای, بِرتچای) är en ort i Iran.   Den ligger i provinsen Ardabil, i den nordvästra delen av landet, 400 km nordväst om huvudstaden Teheran. Bargchāy ligger 1 487 meter över havet och antalet invånare är 251.
Terrängen runt Bargchāy är varierad. Runt Bargchāy är det ganska tätbefolkat, med 56 invånare per kvadratkilometer. Närmaste större samhälle är Sharīf Beyglū, 17,0 km sydost om Bargchāy. Trakten runt Bargchāy består i huvudsak av gräsmarker.